# 마우로 파리나
마우로 파리나(Mark Farina)는 1969년생의 이탈리아계 미국인으로,DJ 겸 유로비트 아티스트이다.

## 일생
파리나는 1969년에 이탈리아의 밀라노에서 출생하여 10년동안 밀라노에서 살다가 미국으로 이민을 갔다. 그리고 미국에서 음악에 심취하여 DJ기술을 배웠으나, 본인의 성향엔 이탈로 디스코나 유로비트 씬에서 활동하는게 낫다고 판단,
1987년에 18세의 나이로 Asia 레코드를 세우고 활동을 시작한다. 그러나 Asia 레코드는 한동안 공백기에 빠지고,파리나는
고전한다.그러던 도중,파리나에게는 일생일대의 기회가 찾아오게 된다. 그것은 바로,Aleph 레코드의 That's Eurobeat 시리즈에서 러브콜이 온것이다. 그리고 곡을 수록한 Asia 레코드는,엄청난 작풍과 함께 화려한 전성기를 맞는다. 그러나 Aleph의 도산으로 인해 설 곳이 없어진 파리나는,F.C.F(자신을 주축으로 데뷔한 그룹)를
탈퇴하고,솔로 활동으로 DJ의 세계로 나가게 된다. 그리고 4년간의 공백끝에 98년,파리나는 미국 클럽에서는 알아주는 DJ가 되었고,그 후 10년동안 DJ로 활동하다가 자신의 Asia 레코드를 기사회생 시키기에 이른다. 하지만 안타깝게도 F.C.F의 부활은 물거품이 되었고,Asia 레코드는 에이벡스가 운영하지 않는 컴필레이션 앨범에서 활동한다. 그러나 현실을 직시한 현재,파리나 자신은 심기일전을 하여 DJ기술을 응용해 유로비트를 만드는 새로운 작풍을 만들었는데,이 기술을 가지고 에이벡스의 SUPER EUROBEAT에 곡을 올린다. 그리고 그것이 바로
Last Of Eurobeat 라는 곡이다.지금 현재는,2008년부터 계속된 DJ활동의 전성기 때문에 파리나는 DJ만 한다.

## 노래
Mark Farina
- Russian
- Gun Fire
- Cha Cha Cha
- Bad Desire(The New ParaPara vee.)(Feat.F.C.F)
- Sexy Sexy Lady(DJ Gun Edit)
- I Love Rock&Roll
- To My Heart
- Dai Dai Dai
- Killer
- Last Of Eurobeat

King Kong & D.Jungle Girls
- Boom Boom Dollar($)

참고로,위의 명의와 노래는,마우로 파리나가 잠시 은퇴하였을 적에
지안카를로 파스퀴니가 이어받아서 부른적이 있었다.파스퀴니의 버전
DJ Mark Farina
- Dream Machine
- To Do
- Midnight Calling
- Life
- Cali Spaces
- Dropped Into Water
- Layover 1
- Movin' Left
- Talk to Me
- Imperial Dub Recordings, Volume One
- Love Make's
- Cosmic Melody
- Travel
- Intro
- Betcha Do
- Fusbol
- Bringin' It Back
- Layover
- Listen
- The Watch
- Do Things
- Dans La Voiture
- Everyday
- Western Addition
- Leaving SF
- Bes' Enatainment
- We Gotta Get
- Layover 5
- Das Shibuya
- Take Off
- Euphoria
- Layover 2

## 디스코그래피
- Geograffiti EP (Great Lakes Audio)
- Mushroom Jazz series
  - Mushroom Jazz 7 (Mushroom Jazz Recordings)
  - Mushroom Jazz 6 (Om)
  - Mushroom Jazz 5 (Om)
  - Mushroom Jazz 4 (Om)
  - Mushroom Jazz 3 (Om)
  - Mushroom Jazz 2 (Om)
  - Mushroom Jazz 1 (Om)
- Fabric 40 (Fabric)
- Live In Tokyo (Om)
- House of OM (Om)
- Sessions (MOS)
- Seasons (Moonshine)
- Imperial Dub (Imperial)
- United DJs of America (DMC)
- San Francisco Sessions (Om)
- Connect (Om)
- Live at Om w/Derrick Carter (Om)
- Air Farina (Om)